# Mahavakya
Ein Mahavakya (Sanskrit महावाक्य mahāvākya n. „großer Ausspruch“) ist ein Lehrsatz in der vedischen Literatur oder eines Sehers. Darunter werden besonders vier Mahavakyas hervorgehoben, die das Einssein des Selbst mit dem Einen (brahman) betonen.

## Die Vier Mahavakyas
Die vier Mahavakyas stammen aus vier Upanishaden, die sich je auf eine der vier Veden beziehen:
- prajnanam brahma (प्रज्ञानम ब्रह्म  – prajñānam brahma) »Bewusstsein ist Brahman« aus der Aitareya-Upanishad 3.3 zum Rigveda.
- ayam atma brahman (अयम् आत्मा ब्रह्म ayam ātmā brahman) »Dieses Selbst ist Brahman« aus der Mandukya-Upanishad 1.2 zum Atharvaveda.
- aham brahmasmi (अहं ब्रह्मास्मि aham brahmāsmi) »Ich bin Brahman« aus der Brihadaranyaka Upanishad 1.4.10 zum Yajurveda.
- tat tvam asi (तत्त्वमसि tat tvam asi) »Das bist Du« aus der Chandogya-Upanishad 6.8.7 zum Samaveda.

## Andere Mahavakyas
- ekam advitiyam »Eines ohne ein Zweites«. Bedeutung: Es gibt nichts außer dem Einen Absoluten.
- neti neti (नेति नेति neti neti) »Nicht dies, nicht das!« aus der Brihadaranyaka Upanishad (II.4.2). Dieses Mahavakya besagt, dass das Brahman nicht beschrieben werden kann.
- »Alles Leben ist Yoga«. Dieser Leitsatz Sri Aurobindos wird bisweilen auch als ein Mahavakya bezeichnet.